# Hole in the Sky
Hole in the Sky è stato un festival metal (conosciuto anche come Bergen Metal Fest) svoltosi a Bergen, in Norvegia, dal 2000 al 2011. Si teneva alla fine di agosto di ogni anno.

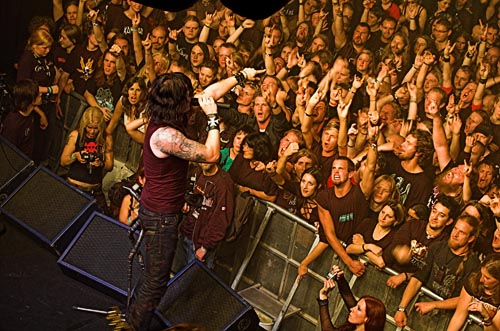
I Satyricon con il pubblico dell'Hole in the Sky 2006

## Storia
La prima edizione risale al 2000 e avvenne in memoria di Erik "Grim" Brødreskift, ex membro di Borknagar, Gorgoroth e Immortal, morto il 4 ottobre 1999.
Un fondo monetario in suo nome, il Erik Brødreskifts minnefond, era stato creato nello stesso periodo, e il ricavo della vendita dei biglietti veniva ad esso destinato. L'intenzione alla base di questa operazione era quella di promuovere le attività correlate al metal nell'area di Bergen. Il denaro contenuto in questo fondo è stato utilizzato per la prima volta nel 2006. 
Al festival hanno partecipato come headliners gruppi di alta fama come Immortal, Obituary, Kreator, Sodom, Destruction, Opeth, Anathema, Danzig, Samael, Satyricon e Taake.
A partire dal 2003 il festival si è svolto in due location distinte: il Garage e il USF Verftet.
Il festival deriva il suo nome dall'omonima canzone dei Black Sabbath, contenuta nell'album Sabotage.

## Edizioni

### Edizione 2000
| Sabato 3 giugno |
| --- |
| Aeternus Fuck Immortal Lost At Last M-Eternal Taake Cult of Catharsis Enslaved Gorgoroth Hades Almighty Obtained Enslavement St. Satan |

### Edizione 2001
| - |
| - |
| - |

### Edizione 2002
| Giovedì 29 agosto                    | Venerdi 30 agosto                                              | Sabato 31 agosto                                             |
| ------------------------------------ | -------------------------------------------------------------- | ------------------------------------------------------------ |
| Bourbon Flame Fuck Manngard Susperia | Cadaver Inc. Godsize Hades Almighty Red Harwest Warpigs Windir | Amok Forlon Impaled Nazarene Khold No Return Octavia Sperati |

### Edizione 2003
| Giovedì 28 agosto (A Crack In The Sky)     | Venerdi 29 agosto (Radiation Day)                                | Sabato 30 agosto (Black Day)                                      |
| Location: GARAGE                           | Location: USF Verftet                                            | Location: USF Verftet                                             |
| ------------------------------------------ | ---------------------------------------------------------------- | ----------------------------------------------------------------- |
| Enslaved Enchanting Darkness Deathcon V:28 | Samael Arcturus Green Carnation M-Eternal Deride Meldrum Warpigs | Satyricon Gorgoroth Carpathian Forest Coercion Frozen Cries Taake |

### Edizione 2004
| Mercoledì 25 agosto          | Giovedì 26 agosto                             | Venerdi 27 agosto                                 | Sabato 28 agosto                                                   |
| Location: GARAGE             | Location: GARAGE                              | Location: USF Verftet                             | Location: USF Verftet                                              |
| ---------------------------- | --------------------------------------------- | ------------------------------------------------- | ------------------------------------------------------------------ |
| The Entity Atrox Red Harvest | Zyklon Keep Of Kalessin Chton Syrach Manifest | Kreator Entombed Katatonia Susperia 1349 Disiplin | Danzig A Tribute to Quorthon Vader Aura Noir Manes Octavia Sperati |

### Edizione 2005
| Mercoledì 24 agosto              | Giovedì 25 agosto                          | Venerdi 26 agosto                                           | Sabato 27 agosto                               |
| -------------------------------- | ------------------------------------------ | ----------------------------------------------------------- | ---------------------------------------------- |
| Bombers Manngard Sulphur Malsain | Sodom Blood Red Throne Ragnarǫk Vesen Sahg | Opeth Anathema Enslaved Gehenna High on Fire Lamented Souls | Obituary Nile Behemoth Taake Audiopain Tsjuder |

### Edizione 2006

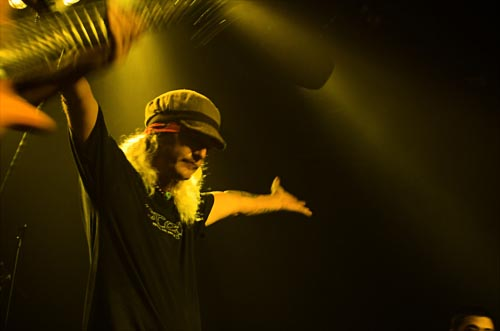
Gli Atheist all'Hole in the Sky 2006

| Mercoledì 23 agosto (Sworn Revenge)                  | Giovedì 24 agosto (Immortal Rites)                        | Venerdi 25 agosto (Blessed From Below)                   | Sabato 26 agosto (Morbid Tales)                          |
| Location: GARAGE                                     | Location: GARAGE                                          | Location: USF Verftet                                    | Location: USF Verftet                                    |
| ---------------------------------------------------- | --------------------------------------------------------- | -------------------------------------------------------- | -------------------------------------------------------- |
| Aeternus Burst She Said Destroy Obscure Dead Trooper | Morbid Angel Necrophagist Helheim Wakleworen Obliteration | Satyricon Destruction Atheist Gojira Witchcraft Grimfist | Celtic Frost My Dying Bride I 1349 Sahg Keep of Kalessin |

### Edizione 2007

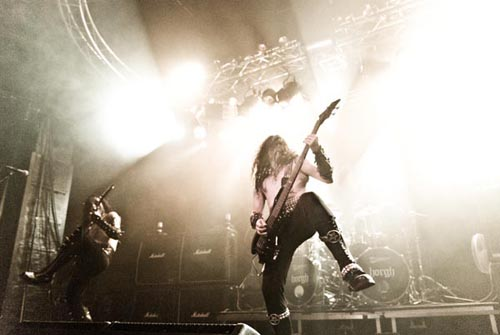
Gli Immortal sul palco dell'USF Verftet nel 2007

| Martedì 21 agosto (opening Party)                     | Mercoledì 22 agosto (Day Of Possession)             | Giovedì 23 agosto (Suffer The Sky)                            | Venerdi 24 agosto (Hole In The Wall)                         | Sabato 25 agosto (Unsilent Storms)                         |
| Location: GARAGE                                      | Location: GARAGE                                    | Location: USF Verftet                                         | Location: USF Verftet                                        | Location: USF Verftet                                      |
| ----------------------------------------------------- | --------------------------------------------------- | ------------------------------------------------------------- | ------------------------------------------------------------ | ---------------------------------------------------------- |
| Extreme Noise Terror Shining Monolithic Lasse Marhaug | Immolation Manngard The Batallion Helldriver Slavia | Deathcon Blood Tsunami Vreid Secrets Of The Moon Napalm Death | Testament Mayhem Entombed Belphegor Anaal Nathrakh Melechesh | Immortal Kreator Sabbat Deströyer 666 Bloodthorn Nifelheim |

### Edizione 2008

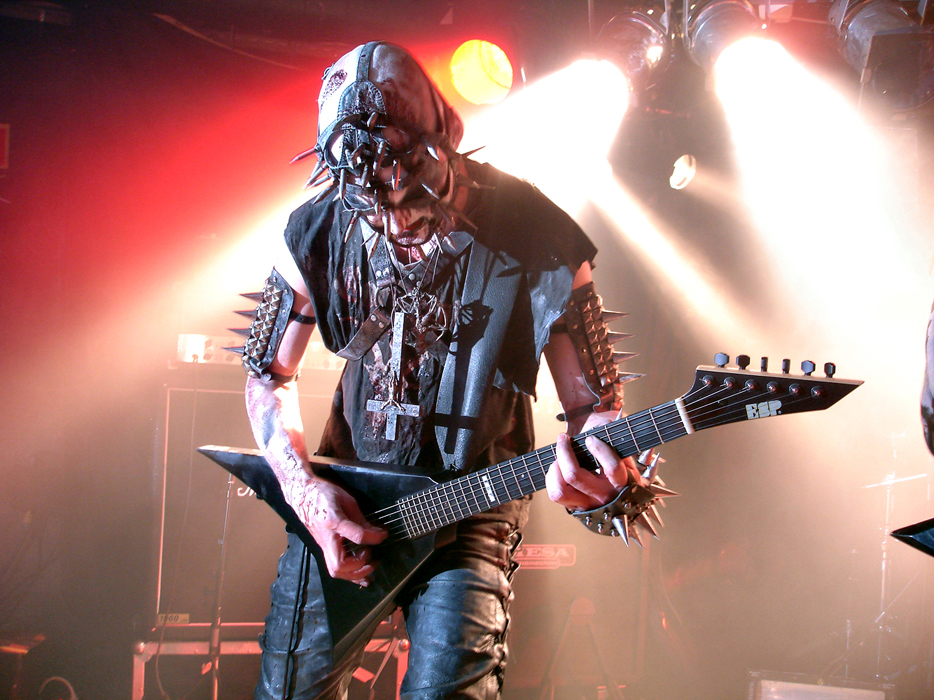
Enzifer degli Urgehal all'Hole in the Sky 2008

| Mercoledì 27 agosto                               | Giovedì 28 agosto                                             | Venerdi 29 agosto                                                                   | Sabato 30 agosto                                                                      |
| ------------------------------------------------- | ------------------------------------------------------------- | ----------------------------------------------------------------------------------- | ------------------------------------------------------------------------------------- |
| Inquisition Old Urgehal Toxic Holocaust Dismember | Exodus 3 Inches of Blood Dead To This World Tyrant Lobotimzed | Brutal Truth Asphyx Municipal Waste Nuclear Assault Behemoth Meshuggah At the Gates | Carcass Possessed Keep Of Kalessin Primordial Electric Wizard Gehenna Sadistic Intent |

### Edizione 2009

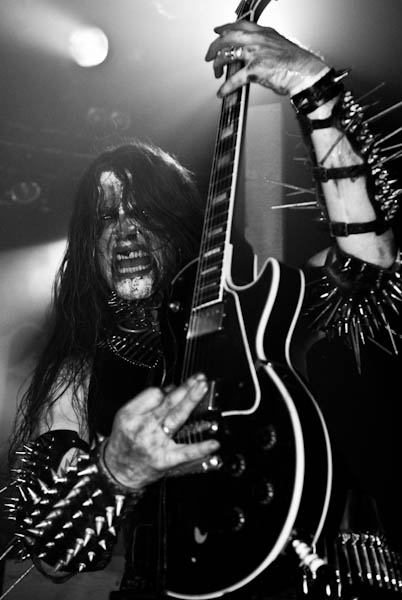
I Gorgoroth all'Hole in the Sky 2009

| Martedì 25 agosto (Incoming)   | Mercoledì 26 agosto (Don't Break the Oath)    | Giovedì 27 agosto (Servants of Darkness)          | Venerdi 28 agosto (Technical Ecstasy)                  | Sabato 29 agosto (Revelation of Doom)              |
| Location: USF Verftet          | Location: GARAGE                              | Location: GARAGE                                  | Location: USF Verftet                                  | Location: USF Verftet                              |
| ------------------------------ | --------------------------------------------- | ------------------------------------------------- | ------------------------------------------------------ | -------------------------------------------------- |
| Sahg Kvelertak Deride Cracovia | Necrophobic Negură Bunget Portrait Faustcoven | Nifelheim Sodom Koldbrann Necros Christos Behexen | Enslaved Voivod Candlemass Cynic Absu She Said Destroy | Gorgoroth Pentagram Aura Noir Taake Sarke Archgoat |

### Edizione 2010

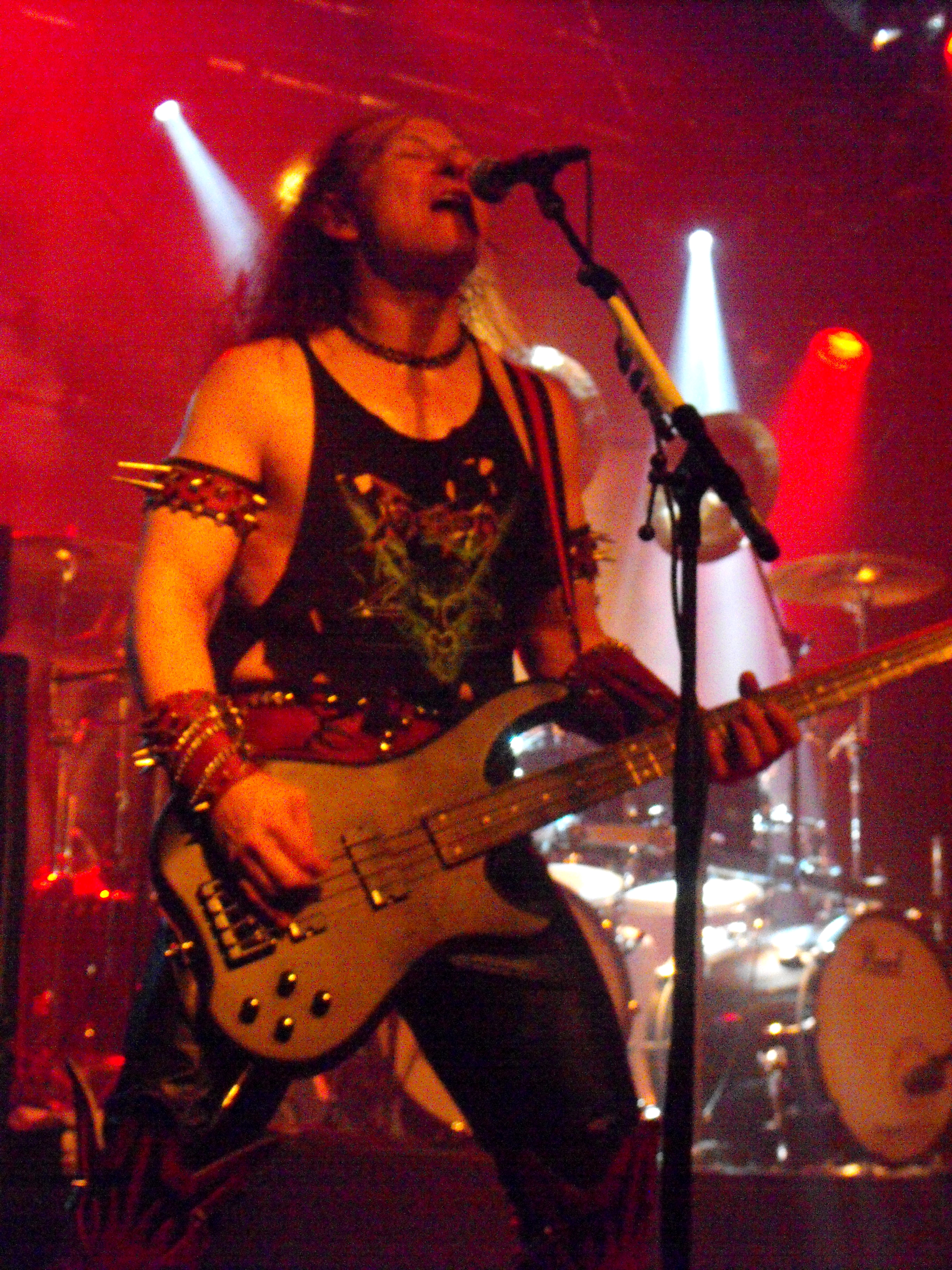
Cronos dei Venom all'Hole in the Sky 2010

| Martedì 24 agosto (Incoming)                                | Mercoledì 25 agosto (Invocation)                                | Giovedì 26 agosto (Evil Spells)                   | Venerdi 27 agosto (Black Mass)                                       | Sabato 28 agosto (Total Death)                              |
| Location: GARAGE                                            | Location: GARAGE                                                | Location: GARAGE                                  | Location: USF Verftet                                                | Location: USF Verftet                                       |
| ----------------------------------------------------------- | --------------------------------------------------------------- | ------------------------------------------------- | -------------------------------------------------------------------- | ----------------------------------------------------------- |
| Dead To This World Valhall Lobotomized Byfrost Rikets Crust | Rotting Christ Dead Congregation Repugnant Grave Miasma Urfaust | Suffocation Angel Witch Evile Enforcer Astrosoniq | Venom Cathedral Ihsahn The Devils Blood Sólstafir Secret Of The Moon | Autopsy Obituary Watain Triptykon Nunslaughter Obliteration |

### Edizione 2011
| Mercoledì 24 agosto (Dark Endless)                               | Giovedì 25 agosto (The End of the End)               | Venerdi 26 agosto (The Down of a New Age)                    | Sabato 27 agosto (A Perfect Vision of the Rising Northland) |
| Location: GARAGE                                                 | Location: GARAGE                                     | Location: USF Verftet                                        | Location: USF Verftet                                       |
| ---------------------------------------------------------------- | ---------------------------------------------------- | ------------------------------------------------------------ | ----------------------------------------------------------- |
| Marduk Black Witchery Mortuary Drape Archgoat One Tail, One Head | Saint Vitus Grand Magus In Solitude Procession Devil | Satyricon Godflesh Primordial Nifelhelm Ghost Negative Plane | Immortal Mayhem Enslaved Virus Helheim                      |